# Гайдебуров, Василий Павлович
Василий Павлович Гайдебуров (15(27).08.1866, Петербург - после 1940, Мурманск — русский литератор, поэт и журналист, редактор. Титулярный советник.

## Биография
Родился в семье известного русского общественного деятеля, революционера-демократа, народника, публициста, журналиста, литератора, редактора Павла Александровича Гайдебурова. Старший брат П. П. Гайдебурова (1877—1960), народного артиста РСФСР, актёра и режиссëра.
Изучал право в Петербургском университете, после окончания которого некоторое время служил в различных ведомствах.
С 1894 года редактировал основанный его отцом еженедельный журнал «Неделя» (о́рган либеральных народников), но в 1901 журнал прекратил своё существование.
Тогда же неудача постигла и основанные В. Гайдебуровым ежедневную газету «Русь» и еженедельное «Новое дело».
В. Гайдебуров — автор декадентских стихов, которым он публиковал под псевдонимом «Гарри». В 1914 Гайдебуров издал сборники стихов с посвящением русскому народу «Красные маки» и «Цветы над обрывом».
В 1917—1918 гг. выступал в печати с работами по земельному праву и проблемам кооперации. В 1917 году опубликовал книгу «Угрожает ли Финляндии обрусение?».

## Стихи
- «На славянскомъ Западе» 1894.
- «Стихи». СПб.: Изд. Передвижного театра П. П. Гайдебурова и Н. Ф. Скарской, 1913. — 106 с.,
- «Красные маки: Стихотворенія русскому народу». СПб.: Тип. М. Меркушева, 1914. — 50 с.
- «Цвѣты надъ обрывомъ», СПб.: Тип. М. Меркушева, 1914. — 146 с.

## Публицистика
- «Угрожаетъ ли Финляндіи обрусѣніе?», 1917.
- «Соціальная природа прибыли», 1917.
- «Классовая борьба и соціальная солидарность», 1917.

## Источник
- Гайдебуров, Василий Павлович // Энциклопедический словарь Брокгауза и Ефрона : в 86 т. (82 т. и 4 доп.). — СПб., 1890—1907.
- Векслер А., Т. Крашенинникова Т.. «Такая удивительная Лиговка». — Изд. Центрполиграф, 2009. — ISBN 5-9524-4454-7.